# Lar (Uttar Pradesh)
Lar es  un pueblo y nagar Panchayat situado en el distrito de Deoria en el estado de Uttar Pradesh (India). Su población es de 28307 habitantes (2011). 

## Demografía
Según el  censo de 2011 la población de Lar  era de 28307 habitantes, de los cuales 14322 eran hombres y 13985 eran mujeres. Lar tiene una tasa media de alfabetización del 73,84%, superior a la media estatal del 67,68%: la alfabetización masculina es del 81,68%, y la alfabetización femenina del 65,85%.